# Takuya Yokoyama
Takuya Yokoyama (født 29. juni 1985) er en tidligere japansk fodboldspiller.
Han har spillet for flere forskellige klubber i sin karriere, herunder Urawa Reds.